# ヤギムギ
ヤギムギ（山羊麦、学名: Aegilops cylindrica）は、コムギおよびその他の穀物と共にコムギ連に分類される一年生のイネ科雑草である。異質4倍体で2セットのゲノム (2n=4x=28, CCDD) を持つ。
アメリカ合衆国原産ではないが、19世紀末に導入されてから雑草として深刻な問題となっている。フユコムギとの関係によって、この種を制御することは非常に困難である。節がフユコムギの種子と形状および大きさが似ている（これにより精穀法による除去が困難となっている）だけでなく、共通の遺伝的特徴を持つためフユコムギに影響せずヤギムギのみを除去するような除草剤は存在しない。このことが、ヤギムギが原因となるフユコムギの収量と質の低下の解決を困難にしている。

## 歴史と分布
ヤギムギは南ヨーロッパおよびロシア原産の冬型一年草であるが、現在は少なくとも23種が世界中に分布している。アメリカ合衆国では西部および中央部に広く行き渡っており、問題雑草と見なされている。アメリカ合衆国には何度か異なる地域に導入されたが、おそらく19世紀末にロシアからのメノナイトの移住者がトルコフユコムギをカンザスに持ち込んだ時ではないかと考えられている。

## 生物学
ヤギムギとフユコムギは遺伝的に共に、寒い大陸性気候でも生育できる形質を与えるDゲノムを有していることから、交雑が可能である。どちらもC3植物であり、似た生物季節と生長速度を示し、同時に発芽さえもする。ヤギムギは真っ直ぐたった稈と無毛でざらついた包頴を持ち、それぞれの個体は50の立った花柄を付けることができる。いわゆるコムギおよびヤギムギは無柄の小穂を花軸の両側に交互に生じる花序を持つ。それぞれの小穂には2粒（時には3粒）の種子がある。種子は赤茶色をしており、小穂が敗れる真夏に成熟する。これらの種子は包頴の穎および内花頴に接着していることから、節から種を除去することは困難である。